# Jason Queally
Jason Queally (n. 11 mai 1970, Great Haywood⁠(d), Stafford⁠(d), Anglia, Regatul Unit) este un ciclist de performanță ce a reprezentat Regatul Unit al Marii Britanii și al Irlandei de Nord, medaliat olimpic. A participat la 2 ediții ale Jocurilor Olimpice (2000, 2004) în care a câștigat o medalie de aur.